# The Blacklist
The Blacklist (no Brasil: Lista Negra; em Portugal: A Lista Negra; ou The Blacklist) é uma série de televisão americana do gênero espionagem, drama policial e ação que estreou em 23 de setembro de 2013 na rede NBC e uma semana depois, em 1 de outubro de 2013, no Brasil através do canal de televisão paga Sony. A série gira em torno de Raymond "Red" Reddington (James Spader), um ex-oficial da marinha dos Estados Unidos que se tornou num dos fugitivos Mais Procurados. A história começa a partir da rendição de Raymond ao FBI, na qual está disposto a revelar uma lista ("Blacklist") de nomes com os criminosos mais perigosos do mundo que ele mesmo criou ao longo dos anos em troca de imunidade aos seus crimes. No entanto para que Raymond colabore com o FBI e ajude a capturar os criminosos ele exige trabalhar exclusivamente com uma novata no FBI, Elizabeth Keen (Megan Boone), psicóloga especialista em análise de perfis. A série possui um elenco com grandes estrelas como: Diego Klattenhoff atuando como Donald Ressler, Ryan Eggold como Tom Keen e Harry Lennix como Harold Cooper.
Atualmente a série é exibida através do canal pago AXN Brasil. Na TV aberta do Brasil, a transmissão foi iniciada pela Rede Globo após o Globo Repórter em 2015, e na Band em 2021.
A série encontra-se atualmente em exibição. A 8ª temporada estreou, nos Estados Unidos, no dia 13 de novembro de 2020 na NBC e esta é a última temporada para estrelar Megan Boone. Em 26 de janeiro de 2021, a série foi renovada para uma nona temporada, que estreou em 21 de outubro de 2021 e acabou em 27 de maio de 2022. Em 22 de fevereiro de 2022, a série foi renovada para uma décima e última temporada, com estreia marcada para 26 de fevereiro de 2023.
A série levou à criação de um franchise composto por uma série de banda desenhada, livros independentes e um vídeo-jogo. Um spin-off, The Blacklist: Redemption, também criado e desenvolvido por Bokenkamp e Eisendrath, estreou na NBC de fevereiro a abril de 2017. A série partilha o mesmo mundo ficcional da série original e focava-se na personagem de Ryan Eggold, Tom Keen, quando viaja para trabalhar com a mãe após a suposta morte de seu pai, os quais julgavam que ele estivesse morto há 27 anos, quando criança, num desfecho de um sequestro que fracassou.

## Sinopse
Raymond Reddington, o criminoso mais procurado pelo FBI, entrega-se às autoridades. Promete entregar diversos criminosos e terroristas desde que por intermédio exclusivo de Elizabeth Keen, uma agente novata do FBI. Aparentemente não há ligação entre eles, sendo certo que este também não revela o motivo dessa preferência.
Reddington revela o nome de um criminoso internacional e seu plano de sequestro da filha de um militar estadunidense. A informação é comprovada, sendo este apenas um dos nomes que integram uma lista que Reddington chama de Blacklist (Lista Negra).
Segundo ele esta lista, criada ao longo de mais de vinte anos, contém políticos, mafiosos, hackers, espiões e criminosos de alta periculosidade cuja existência a organização desconhece, tornando-a a famosa lista dos foragidos mais procurados pelo FBI, que parece mostrar-se na prática mera peça de publicidade.
Entretanto, para divulgar outros nomes, ele impõe algumas condições como utilizar um rastreador (circuito integrado) implantado no seu pescoço, segurança pessoal e imunidade legal irrestrita, mas principalmente, negociar somente com a agente Keen. Tanto o FBI como Elizabeth, mesmo relutantes, passam a agir conforme as revelações de Reddington, as quais se mostram de grande utilidade.

## Elenco principal
- James Spader como Raymond "Red" Reddington: Um concierge do crime que tornou-se um informante confidencial no FBI.
- Megan Boone como Elizabeth "Liz" Keen: Agente especial do FBI que atua como perfiladora na equipe de Harold Cooper.
- Diego Klattenhoff como Donald Ressler: Um agente especial do FBI na equipe de Cooper, que também se tornou diretor assistente interino da divisão de contraterrorismo do FBI.
- Ryan Eggold como Tom Keen: Um agente secreto, e também marido de Liz.
- Hisham Tawfiq como Dembe Zuma: Guarda-costas e confidente de Reddington.
- Harry Lennix como Harold Cooper: Diretor assistente da divisão de contraterrorismo do FBI.
- Mozhan Marnò como Samar Navabi: Uma agente do Mossad que trabalha com a equipe de Cooper no FBI.
- Amir Arison como Aram Mojtabai: Um especialista cibernético do FBI que trabalha na equipe de Cooper.

## Produção
Apesar de ser ambientada em Washington, DC (EUA), a série é filmada principalmente no mesmo estúdio de Manhattan onde Law & Order foi filmada por 20 anos. O produtor Richard Heus disse que escolheu filmar locais específicos de Washington, DC para a série, incluindo o Lincoln Memorial, o Monumento de Washington e o National Mall, porque eram "locais americanos icônicos". A série é filmada em 4K usando câmeras Sony PMW-F55 que são adaptadas para usar lentes Panavision. É editado usando o Avid Media Composer, e o editor Christopher Brookshire diz que o programa tem "uma aparência e ritmo muito distintos". Uma média de três câmeras é usada ao mesmo tempo, mas até seis câmeras estão gravando.

## Temporadas
Ver também: Lista de episódios de The Blacklist
| Temporada | Temporada | Episódios | Episódios | Originalmente exibido   | Originalmente exibido | Nielsen ratings | Nielsen ratings        |
| Temporada | Temporada | Episódios | Episódios | Estreia da temporada    | Final da temporada    | Rank            | Audiência (em milhões) |
| --------- | --------- | --------- | --------- | ----------------------- | --------------------- | --------------- | ---------------------- |
|           | 1         | 22        | 22        | 23 de setembro de 2013  | 12 de maio de 2014    | 6               | 14.95                  |
|           | 2         | 22        | 22        | 22 de setembro de 2014  | 14 de maio de 2015    | 14              | 13.76                  |
|           | 3         | 23        | 23        | 1 de outubro de 2015    | 19 de maio de 2016    | 22              | 11.19                  |
|           | 4         | 22        | 22        | 22 de setembro de 2016  | 18 de maio de 2017    | 30              | 9.25                   |
|           | 5         | 22        | 22        | 27 de setembro de 2017  | 16 de maio de 2018    | 42              | 8.41                   |
|           | 6         | 22        | 22        | 3 de janeiro de 2019    | 17 de maio de 2019    | 52              | 7.18                   |
|           | 7         | 19        | 19        | 4 de outubro de 2019    | 15 de maio de 2020    | 50              | 6.88                   |
|           | 8         | 22        | 22        | 13 de novembro de 2020  | 23 de junho de 2021   | 51              | ASA                    |
|           | 9         | 22        | 22        | 21 de outubro de 2021   | 27 de maio de 2022    | 50              | ASA                    |
|           | 10        | 22        | 22        | 26 de fevereiro de 2023 | 13 de julho de 2023   | 50              | ASA                    |

## Prêmios
No Globo de Ouro de 2014 James Spader foi indicado ao prêmio de melhor ator em série dramática e a série foi indicada ao People's Choice Awards 2017, na categoria "Drama Criminal Favorito".